# Bolboși (gmina)
Bolboși – gmina w Rumunii, w okręgu Gorj. Obejmuje miejscowości Bălăcești, Bolboasa, Bolboși, Igirosu, Miclosu, Ohaba-Jiu i Valea. W 2011 roku liczyła 3126 mieszkańców.